# Fab (singolo)
Fab (reso graficamente come FAB.) è un singolo della cantante statunitense JoJo, pubblicato il 22 settembre 2016 come secondo e ultimo estratto dal terzo album in studio Mad Love.

## Descrizione
Il titolo del brano "FAB" è un acronimo che sta per Fake Ass Bitches. La canzone è stata scritta da JoJo, Jussi Karvinen, Hayley Warner, Jason Dean, Joseph Kirkland e dalla rapper Remy Ma, che compare come artista ospite del brano. La produzione è stata curata da Jussifer. 
Musicalmente, FAB. è una canzone pop con influenze R&B. Il testo è una sorta di inno che si mobilita contro tutte le "fake ass bitches", ma celebra anche le "real ones". Il brano è stato eseguito per la prima volta durante Wonderland di MTV il 30 settembre 2016.
Un EP digitale contenente 5 remix ufficiali della canzone è stato pubblicato il 3 marzo 2017.

## Video musicale
Il video musicale di accompagnamento della canzone è stato diretto da Wes Temhone e girato nell'ottobre 2016 a New York. È stato presentato in anteprima sul canale YouTube ufficiale dell'artista il 29 novembre 2016. 
Originariamente girato a colori ma poi convertito in un visual in bianco e nero, il video ritrae la cantante tra le strade di New York City mentre mostra la sua sfacciataggine, alla quale si aggiunge anche Remy Ma nel mezzo della clip.

## Tracce
Digital download (explicit)
1. FAB. (feat. Remy Ma) – 3:34

The Remixes (EP)
1. FAB. (feat. Remy Ma) (RealOnes Edit) – 3:31
2. FAB. (feat. Remy Ma) (DJ Braindead Edit) – 3:01
3. FAB. (feat. Remy Ma) (Giovanny Edit) – 3:35
4. FAB. (feat. Remy Ma) (The Wixard Edit) – 3:24
5. FAB. (feat. Remy Ma) (The Kemist Edit) – 3:33

## Successo commerciale
La canzone ha raggiunto risultati moderati dopo la sua pubblicazione, entrando solo nella classifica statunitense Digital Pop Songs alla posizione numero 28.